# 146 TCN
Năm 146 TCN là một năm trong lịch Julius. 